# Tuffi ai campionati europei di nuoto 2022
Le gare di tuffi ai campionati europei di nuoto 2022 si sono svolte dal 15 al 21 agosto 2022, presso lo Stadio del Nuoto di Roma.

## Podi

### Uomini
| Evento                      | Oro                                        | Punteggio | Argento                                 | Punteggio | Bronzo                                      | Punteggio |
| Tuffi individuali           |                                            |           |                                         |           |                                             |           |
| Trampolino 1 m (dettagli)   | Jack Laugher                               | 413.40    | Lorenzo Marsaglia                       | 396.25    | Giovanni Tocci                              | 386.20    |
| Trampolino 3 m (dettagli)   | Lorenzo Marsaglia                          | 453.85    | Jordan Houlden                          | 428.25    | Giovanni Tocci                              | 392.70    |
| Piattaforma 10 m (dettagli) | Oleksij Sereda                             | 493.55    | Noah Williams                           | 459.00    | Ben Cutmore                                 | 438.35    |
| Tuffi sincronizzati         |                                            |           |                                         |           |                                             |           |
| Trampolino 3 m (dettagli)   | Gran Bretagna Jack Laugher Anthony Harding | 412.83    | Italia Lorenzo Marsaglia Giovanni Tocci | 387.51    | Ucraina Oleksandr Horshkovozov Oleg Kolodiy | 384.39    |
| Piattaforma 10 m (dettagli) | Gran Bretagna Ben Cutmore Kyle Kothari     | 390.48    | Ucraina Kirill Boliukh Oleksij Sereda   | 388.02    | Germania Timo Barthel Jaden Eikermann       | 369.30    |

### Donne
| Evento                      | Oro                                                  | Punteggio | Argento                                 | Punteggio | Bronzo                                      | Punteggio |
| Tuffi individuali           |                                                      |           |                                         |           |                                             |           |
| Trampolino 1 m (dettagli)   | Elena Bertocchi                                      | 264.25    | Emma Gullstrand                         | 259.65    | Chiara Pellacani                            | 259.05    |
| Trampolino 3 m (dettagli)   | Chiara Pellacani                                     | 318.75    | Michelle Heimberg                       | 301.80    | Yasmin Harper                               | 296.20    |
| Piattaforma 10 m (dettagli) | Andrea Spendolini-Sirieix                            | 333.60    | Sofiia Lyskun                           | 329.80    | Christina Wassen                            | 314.10    |
| Tuffi sincronizzati         |                                                      |           |                                         |           |                                             |           |
| Trampolino 3 m (dettagli)   | Germania Tina Punzel Lena Hentschel                  | 281.16    | Italia Elena Bertocchi Chiara Pellacani | 260.76    | Svezia Emilia Nilsson Garip Elna Widerstrom | 257.70    |
| Piattaforma 10 m (dettagli) | Gran Bretagna Andrea Spendolini-Sirieix Lois Toulson | 303.60    | Ucraina Ksenija Bajlo Sofija Lyskun     | 298.86    | Germania Christina Wassen Elena Wassen      | 289.86    |

### Misti
| Evento                      | Oro                                                                                         | Punteggio | Argento                                                               | Punteggio | Bronzo                                                                        | Punteggio |
| Tuffi sincronizzati         |                                                                                             |           |                                                                       |           |                                                                               |           |
| Trampolino 3 m (dettagli)   | Germania Lou Massenberg Tina Punzel                                                         | 294.69    | Gran Bretagna James Heatly Grace Reid                                 | 290.76    | Italia Chiara Pellacani Matteo Santoro                                        | 283.56    |
| Piattaforma 10 m (dettagli) | Gran Bretagna Kyle Kothari Lois Toulson                                                     | 300.78    | Ucraina Sofiia Lyskun Oleksii Sereda                                  | 298.59    | Italia Eduard Timbretti Gugiu Sarah Jodoin Di Maria                           | 290.28    |
| Squadra (dettagli)          | Italia Eduard Timbretti Gugiu Sarah Jodoin Di Maria Andreas Sargent Larsen Chiara Pellacani | 402.55    | Ucraina Kseniia Bailo Kirill Boliukh Viktoriya Kesar Danylo Konovalov | 399.05    | Gran Bretagna James Heatly Noah Williams Andrea Spendolini-Sirieix Grace Reid | 384.70    |

## Medagliere
Nazione ospitante 
| Posiz. | Nazione       | Oro | Argento | Bronzo | Totale |
| ------ | ------------- | --- | ------- | ------ | ------ |
| 1      | Gran Bretagna | 6   | 3       | 3      | 12     |
| 2      | Italia        | 4   | 3       | 5      | 12     |
| 3      | Germania      | 2   | 0       | 3      | 5      |
| 4      | Ucraina       | 1   | 5       | 1      | 7      |
| 5      | Svezia        | 0   | 1       | 1      | 2      |
| 6      | Svizzera      | 0   | 1       | 0      | 1      |
| Totale | Totale        | 13  | 13      | 13     | 39     |